# Avenida Mehmet Akif
La avenida Mehmet Akif (en turco: Mehmet Akif Caddesi) también conocida como Dereboyu, es una avenida en el norte de Nicosia, y es un centro de entretenimiento. Era conocida como "Avenida Shakespeare" durante el dominio británico.  La avenida se extiende en la Línea Verde, y la parte de la misma bajo control turcochipriota tiene una longitud de 1.600 metros. La avenida cuenta con dos carriles. 
La avenida se ha convertido en un centro de entretenimiento y vida nocturna en los últimos años (1990 y 2000). Muchos bares y restaurantes se encuentran en la avenida. 